# Gebhardt Weiss
Gebhardt Weiss (* 14. Mai 1946 in Beuel) ist ein deutscher Diplomat. Er war zuletzt von Juli 2007 bis Juli 2010 Botschafter der Bundesrepublik Deutschland in Minsk, Belarus und ging dann als Botschafter a. D. in Pension.

## Biografie
Nach dem Studium der Geschichte, Slawistik, Philosophie und vergleichenden Literaturwissenschaft an der Universität Bonn erhielt er 1972 ein einjähriges Stipendium der Deutschen Forschungsgemeinschaft an der Lomonossow-Universität von Moskau zur Vorbereitung seiner Dissertation. 1977 erfolgte die Promotion zum Dr. phil. an der Universität Bonn (Thema der Doktorarbeit: Die russische Stadt zwischen Auftragsverwaltung und Selbstverwaltung – Zur Geschichte der russischen Stadtreform von 1870).
Nach dem Eintritt in den Auswärtigen Dienst 1975 folgten zunächst Verwendungen im Auswärtigen Amt (Politische Abteilung-Referat für die Sowjetunion, Planungsstab – zuständig u. a. für Sowjetunion und Ost-West-Beziehungen sowie als Redenschreiber für Außenminister Genscher zu diesen Themenfeldern sowie zum Prozess der Deutschen Einheit). Hinzu kamen Verwendungen an den Deutschen Botschaften in der damaligen Sowjetunion, in Kenia, in der Russischen Föderation, Kasachstan und Belarus.
Nach einem einjährigen Forschungsaufenthalt in Harvard/Boston-USA (siehe unten zu weiteren Tätigkeiten) war Weiss im Herbst 1995 kurzzeitig als Leiter des deutschen Friedenskontingents im Rahmen der EU-Beobachtermission auf dem Balkan im Einsatz. Anschließend war er bis 2000 Leiter eines Referats in der Abteilung 2A („Abrüstung und Rüstungskontrolle“) des Auswärtigen Amtes zu Fragen der konventionellen Abrüstung. Zugleich war er zeitweise Sonderbotschafter für die Verhandlungen zum KSE-Vertrag über konventionelle Streitkräfte in Europa. Weiss hat in diesem Zusammenhang das Konzept der europaweiten Anpassung des ursprünglichen KSE-Vertrags maßgeblich entwickelt, welche in dem Übereinkommen vom 19. November 1999 (verhandelt in Istanbul) vereinbart wurde. Ziel dieser neuartigen Adaptation war es, das im bisherigen KSE-Vertrag ursprünglich festgelegte militärische Gleichgewicht zwischen dem ehemaligen Warschauer Pakt und der NATO durch ein defensives gesamteuropäisches System regionaler und subregionaler Stabilität und streng kontrollierbarer Rüstungsbegrenzung für alle Vertragsstaaten abzulösen.
Von 2000 bis September 2004 war Weiss Botschafter der Bundesrepublik Deutschland in der Republik Kroatien. In dieser Phase legte er den Schwerpunkt auf eine realistische EU-Perspektive für das Gastland. Von August 2004 bis Juli 2007 fungierte er als Botschafter in Almaty und Astana, Kasachstan und legte einen besonderen Schwerpunkt auf die schrittweise Demokratisierung und verbesserte Rechtssicherheit als Kernbedingungen für eine Modernisierung des Landes u. a. durch westliche Investitionen. Zum Abschluss seiner beruflichen Laufbahn setzte er sich in Belarus von 2007 bis 2010 für eine allmähliche Liberalisierung des Gastlandes als Voraussetzung für eine substanzielle Verbesserung der Beziehungen zwischen Minsk und der EU ein. In diesem Rahmen erfolgte auch sein erfolgreicher Beitrag zur vollständigen Befreiung der dortigen politischen Gefangenen im Laufe des Jahres 2008.

## Weitere Tätigkeiten
Zwischen 1994 und 1995 war Weiss als Gastwissenschaftler am Center for International Affairs der Harvard University in den USA tätig und publizierte in dieser Zeit zur Außen- und Sicherheitspolitik der Russischen Föderation (siehe im Einzelnen – darunter auch zur früheren sowjetischen Außen- und Sicherheitspolitik – den Online-Katalog der Bibliothek des Deutschen Bundestages). Ferner gehört der ideengeschichtliche Hintergrund der derzeitigen russischen Eliten zu seinen Interessensgebieten, siehe z. B. Quellen der nationalen Identität – mit Utopien aus der russischen Geistesgeschichte entwirft Putin die Zukunft (in: Internationale Politik, Nr. 2, März–April 2015, S. 67–75).
| Personendaten    | Personendaten      |
| ---------------- | ------------------ |
| NAME             | Weiss, Gebhardt    |
| KURZBESCHREIBUNG | deutscher Diplomat |
| GEBURTSDATUM     | 14. Mai 1946       |
| GEBURTSORT       | Beuel              |